# Soor (Bach)
Die Soor ist ein Bachlauf in Belgien, der im Hohen Venn entspringt und den Hertogenwald durchquert. Sie mündet etwa 2 km südlich von Eupen am „Schwarze Brücke“ genannten Ort in die Hill.

## Eupener Graben
Im 18. Jahrhundert beantragten die Eupener Tuchmacher und Gerber beim habsburgischen Statthalter in Brüssel, einen Graben anzulegen, um einen Teil des Wassers des Gileppe-Bachs in die Soor umzuleiten, um die durch Wassermangel bedingten Produktionsausfälle zu mindern.

## Soorstollen
Ab Beginn der 1950er Jahre wurde ein etwa 2,5 km langer Stollen von der Soor zur Gileppetalsperre angelegt, diesmal um Eupen vor Hochwassern zu schützen und um dem gestiegenen Bedarf an Trink- und Brauchwasser im Raum Verviers besser bedienen zu können. Bei den Bauarbeiten kam es bedingt durch ein plötzlich aufgetretenes schweres Unwetter zu einem starken Anstieg des Wasserpegels. Bei der Überflutung des Stollens kamen acht Arbeiter ums Leben.

## Weblinks

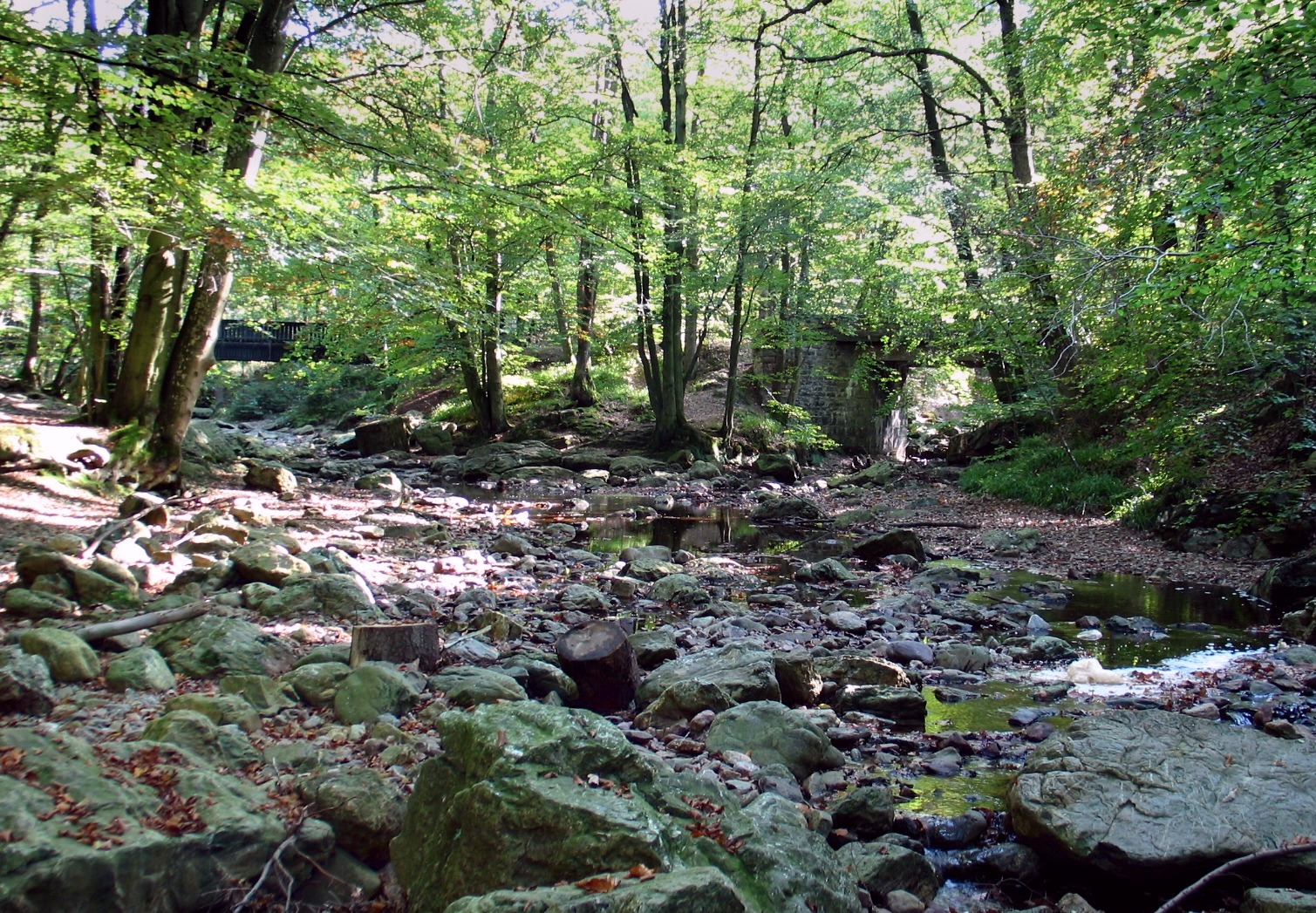
Zusammenfluss von Hill und Soor (rechts)
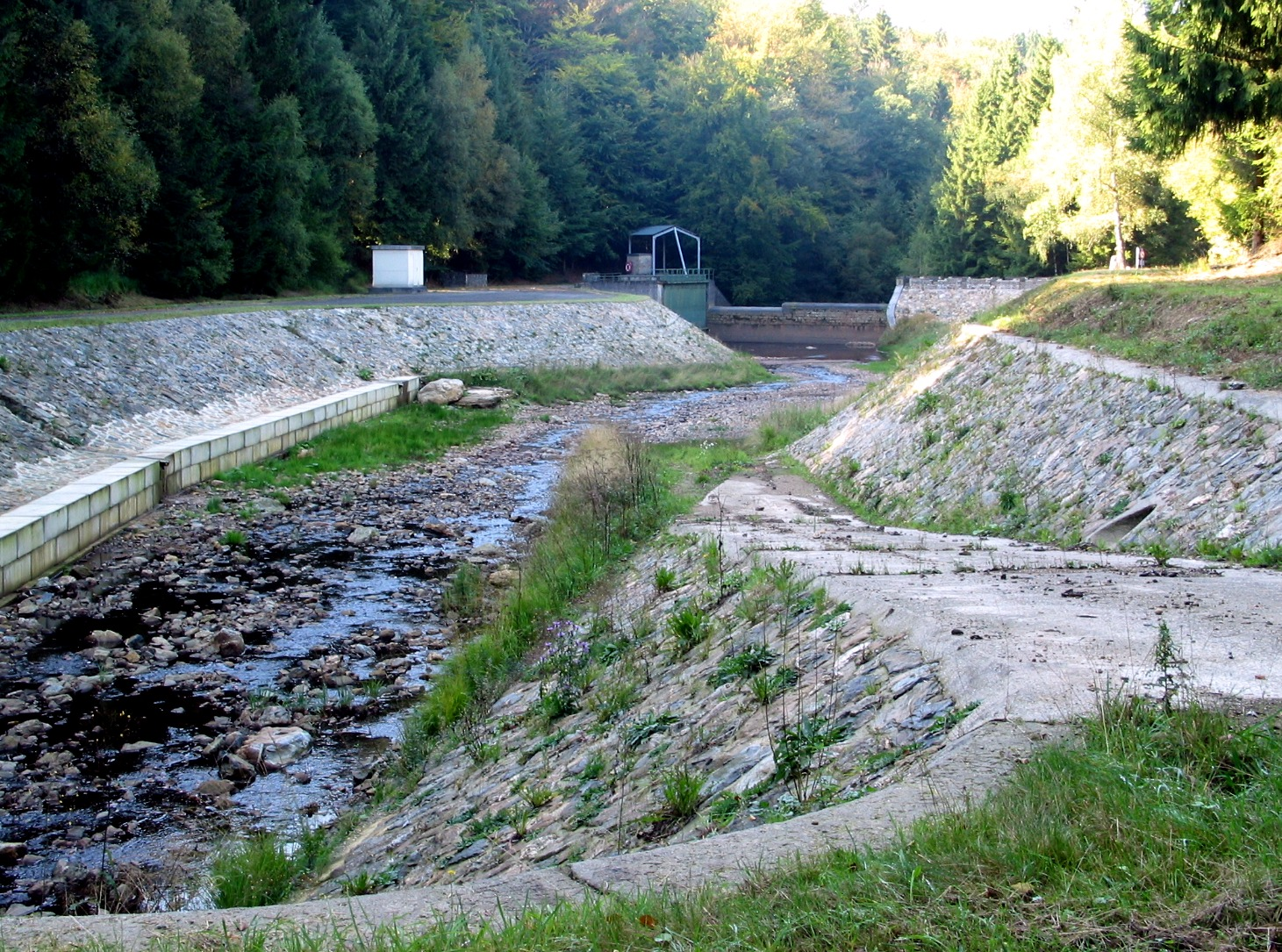
Rückhaltebecken am Eingang des Soorstollens
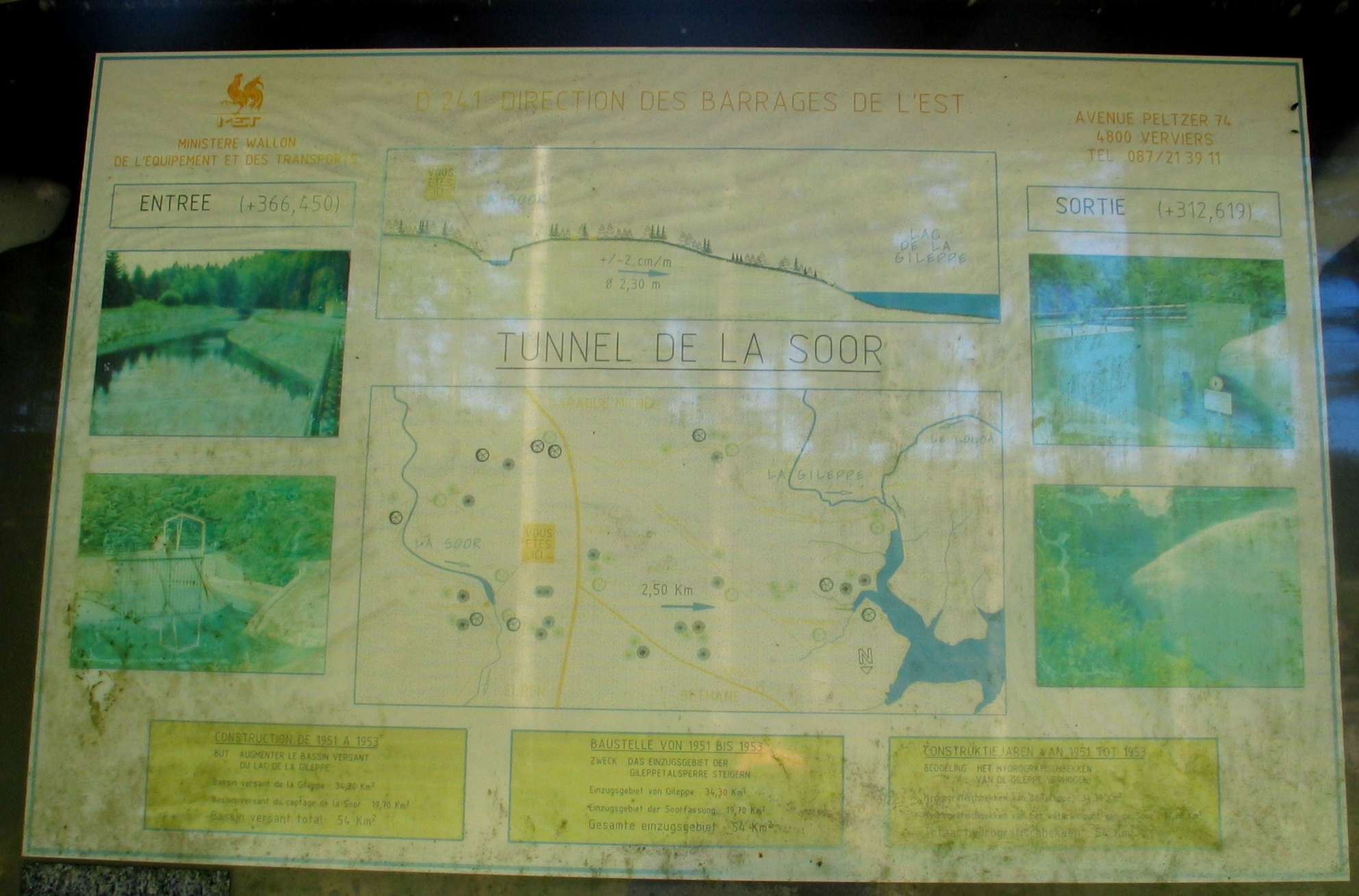
Schautafel am Soorstaubecken
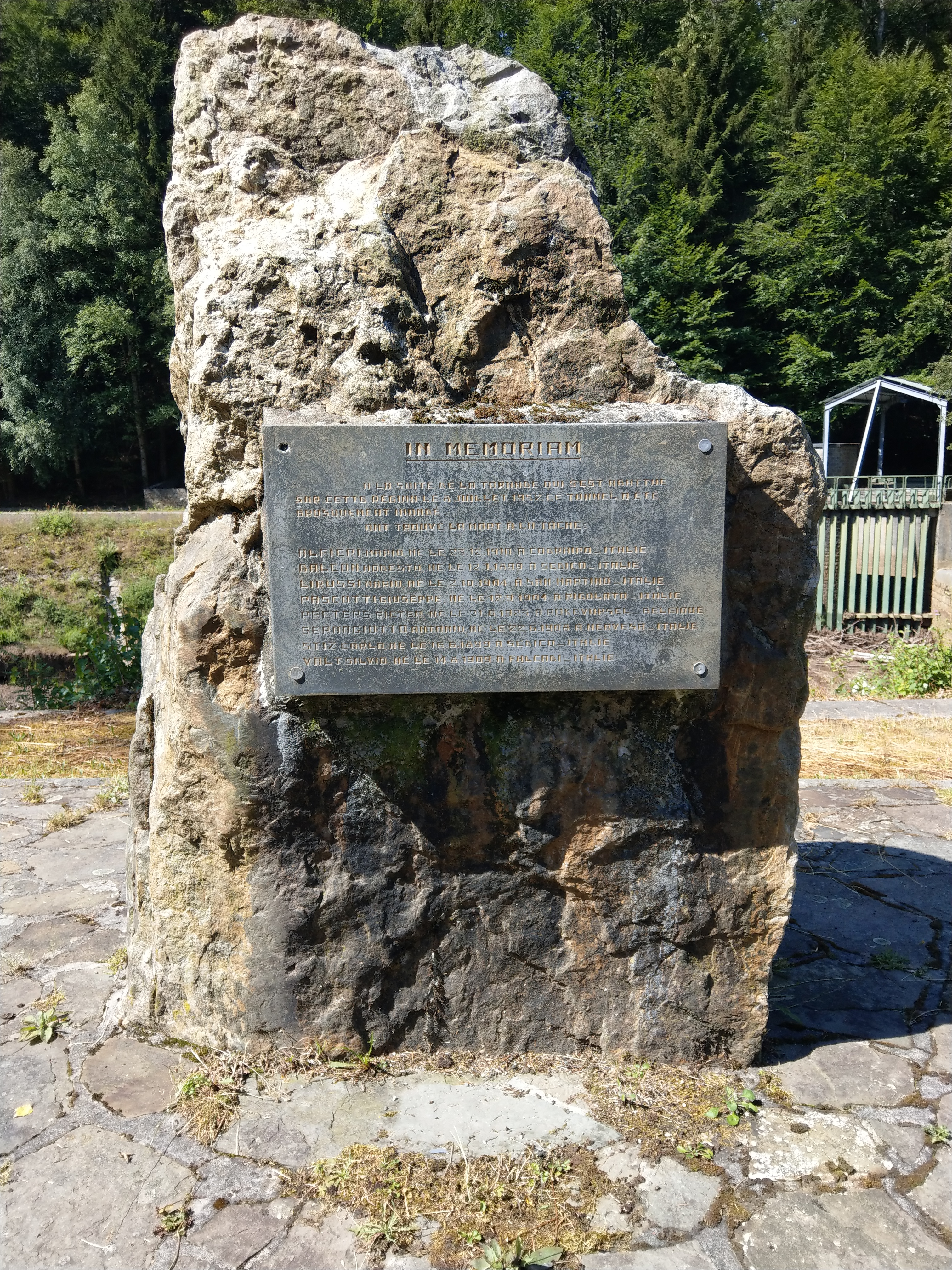
Denkmal für die im Soorstollen verstorbenen Arbeiter